# Václav Kropáček (voják)
Václav Kropáček (22. června 1898 Soběkury – 13. prosince 1943 Drážďany) byl československý voják, plukovník gšt. a příslušník domácího protinacistického odboje v Protektorátu Čechy a Morava.

## Mládí
Narodil se 22. června 1898 v Soběkurách, v okrese Plzeň-jih v rodině rolníky Václava Kropáčka. Vystudoval vyšší gymnázium, kde maturoval v říjnu 1916. V té době byl ale již zároveň jednoročním dobrovolníkem v c. a k. armádě u pěšího pluku v Krakově. Po absolvování opavské školy pro důstojníky pěchoty byl jako velitel odeslán na frontu. Bojoval na ruské a později i na italské frontě, kde 20. srpna 1917 padl do zajetí. V zajateckém táboře vstoupil do formujících se československých legií, v jejichž řadách bojoval jako velitel výzvědné čety. V prosinci 1918, v hodnosti nadporučíka se vrátil do nově vzniklého Československa.

## První republika
Ihned po návratu se zúčastnil osvobozování Slovenska od maďarského vpádu. Poté až do roku 1924 sloužil v různých funkcích na Slovensku; jako instruktor v odvodovém středisku v Košicích, velitel roty ve škole na výchovu důstojníků v záloze a jako instruktor pro výchovu rotmistrů pěchoty v Košicích. V lednu 1924 se oženil s Boženou Opělovou. Od 1. října 1927 do 30. září 1930 absolvoval Válečnou školu v Praze.
V hodnosti štábního kapitána sloužil od 1. října 1930 do 6. září 1931 v různých štábních funkcích na velitelství 3. divize v Litoměřicích. Od 7. září 1931 do 29. září 1935 působil u mírové skupiny I. oddělení HŠ MNO, se kterou se zúčastnil odzbrojovací konference v Ženevě. Po návratu, již v hodnosti majora působil od 30. září 1935 do 31. prosince 1935 jako přednosta rozpočtové a ubytovací skupiny a od 1. ledna 1935 až do června 1939 byl přednostou vojenského kabinetu ministra národní obrany. Také přednášel na Svobodné vysoké škole politické v Praze. Do civilu odešel po rozpuštění čs. branné moci v hodnosti podplukovníka.

## Okupace

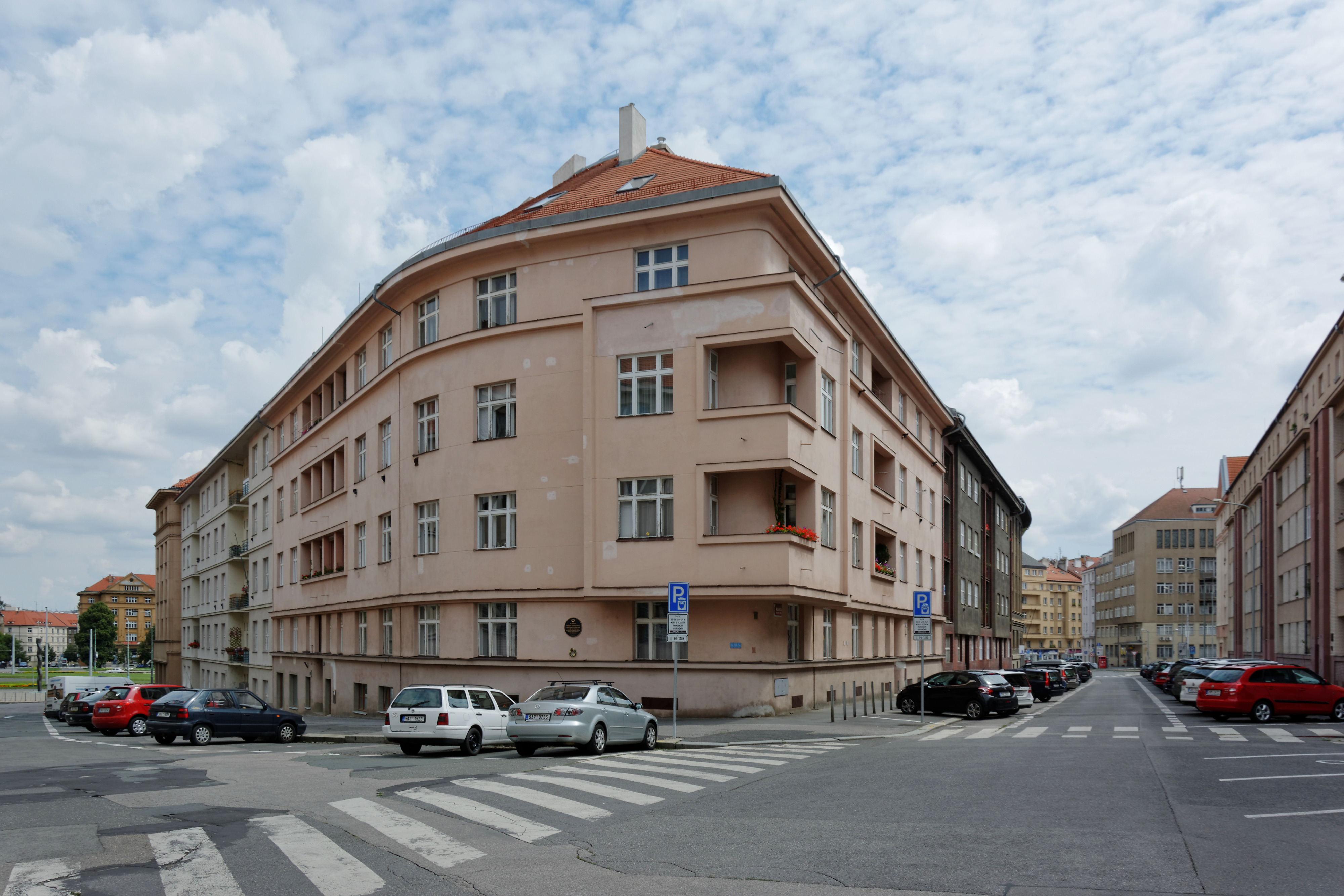
Dům v Praze, Buzulucká 6, kde manželé Kropáčkovi žili, v přízemí je patrná kruhová pamětní deska Boženě Kropáčkové.

Po německé okupaci pracoval jako úředník na Ministerstvu zemědělství. Zároveň se zapojil do odboje jako zástupce náčelníka štábu Ústředního vedení Obrany národa, jako přednosta politického oddělení a člen osobní komise, která se zabývala sledováním a evidencí kolaborantů. Byl blízkým spolupracovníkem gen. Eliáše. Zároveň se zabýval získáváním finančních prostředků na pomoc rodinám zatčených a na odchody vojenských specialistů do zahraničí.
Dne 14. prosince 1939 byl zatčen gestapem a vězněn nejprve v samovazbě v Petschkově paláci a poté dva roky na Pankráci. Zde jako chodbař organizoval síť předávání zpráv (tzv. motáků), díky níž byla řada odbojářů zachráněna. V létě 1943 byl transportován přes Budyšín do Drážďan.
Dne 27. října 1943 byl Lidovým soudem odsouzen za velezradu a zemězradu k trestu smrti. (Společně byli ten den odsouzeni senátem Volksgerichtu ještě Josef Pták a plukovník generálního štábu Antonín Hron.) Zastupován byl JUDr. Egonem Kubuschockem, který byl za jeho obhajobu vyloučen ze svazu německých právníků. Dne 13. prosince 1943 byl společně se skupinou francouzských studentů popraven stětím.
Jeho manželka, Božena Kropáčková po jeho smrti pokračovala v odboji a byla jedním z těch co ukrývali a podporovali československé výsadkáře, např. Adolfa Opálku.

## Po válce

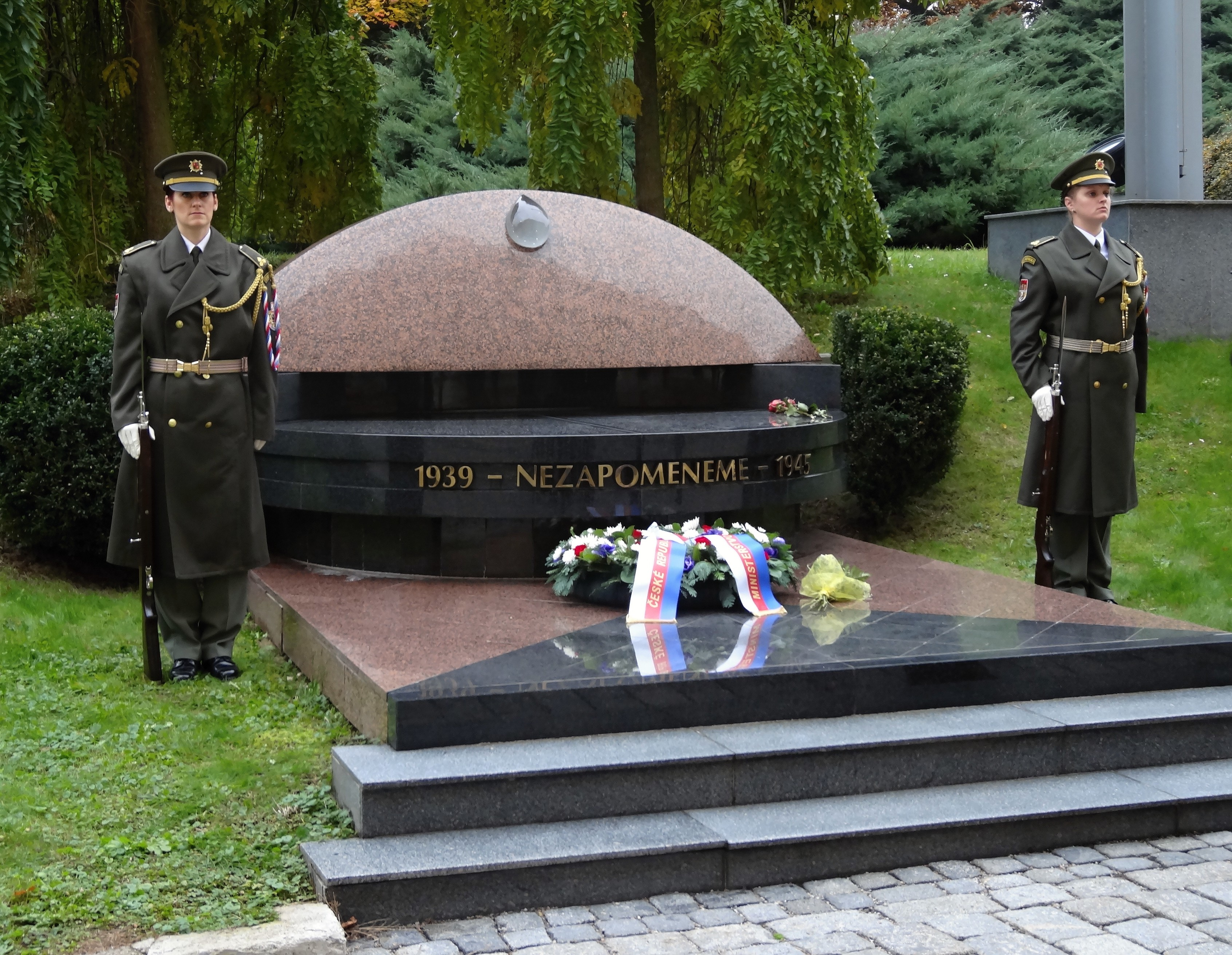
Pomník důstojníků GŠ (obětí z let 1939–1945)

V roce 1947 byl in memoriam povýšen do hodnosti plukovníka gšt. Jeho jméno se nachází na pomníku padlým a popraveným absolventům Vysoké školy válečné před sídlem MNO v Praze.

## Vyznamenání
- Československý válečný kříž 1914–1918
- Řád sokola s meči
- Československá revoluční medaile
- Československá medaile Vítězství
- Řád čestné legie , V. třída - rytíř
- Řád jugoslávské koruny, IV. třída - důstojník
- Řád hvězdy Rumunské lidové republiky III. třídy – Rumunsko
- Croce al merito di guerra[3]
- Medaglia de la Unita di Italia
- Československý válečný kříž 1939
- Medaglia de la Fatiche di Guerra